# Zengen-sakusen

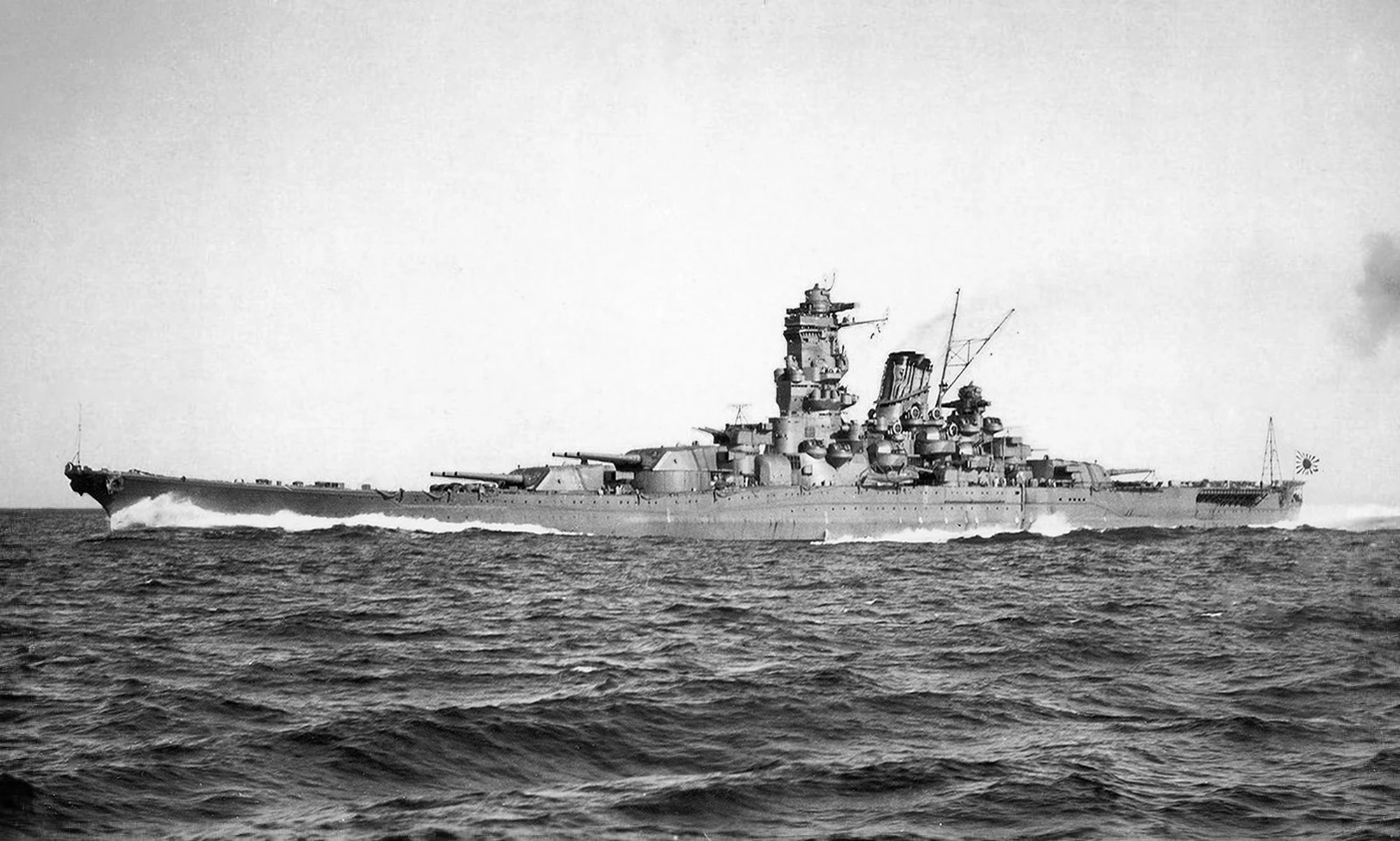
Pancerniki typu Yamato, zostały zbudowane dla potrzeb walnej bitwy, jako większe i silniej uzbrojone niż jakikolwiek amerykański okręt, który mógłby przejść przez Kanał Panamski

Zengen-sakusen (jap. 漸減作戦 strategia/taktyka stopniowego wyniszczenia) – opracowana w latach 30. XX wieku na potrzeby wojny z marynarką amerykańską, japońska strategia stopniowego wyniszczania. Koncepcja opierała się na założeniu dojścia do operacyjnie skomplikowanej, wielkiej i zwycięskiej – wzorem bitwy cuszimskiej – dla Japonii bitwy, i doprowadzenia w ten sposób do pokoju na warunkach podyktowanych przez cesarstwo.

## Istota koncepcji
Z uwagi na świadomość różnicy potencjałów pomiędzy Cesarstwem Wielkiej Japonii a Stanami Zjednoczonymi, japońskie dowództwo floty uważało, że jedyną możliwością wygrania wojny z największą potęgą gospodarczą świata, jest pokonanie amerykańskiej floty w jednym rozstrzygającym starciu, które podobnie jak w 1905 roku, zmusi przeciwnika do zawarcia pokoju i zaakceptowania japońskiej hegemonii w Azji.

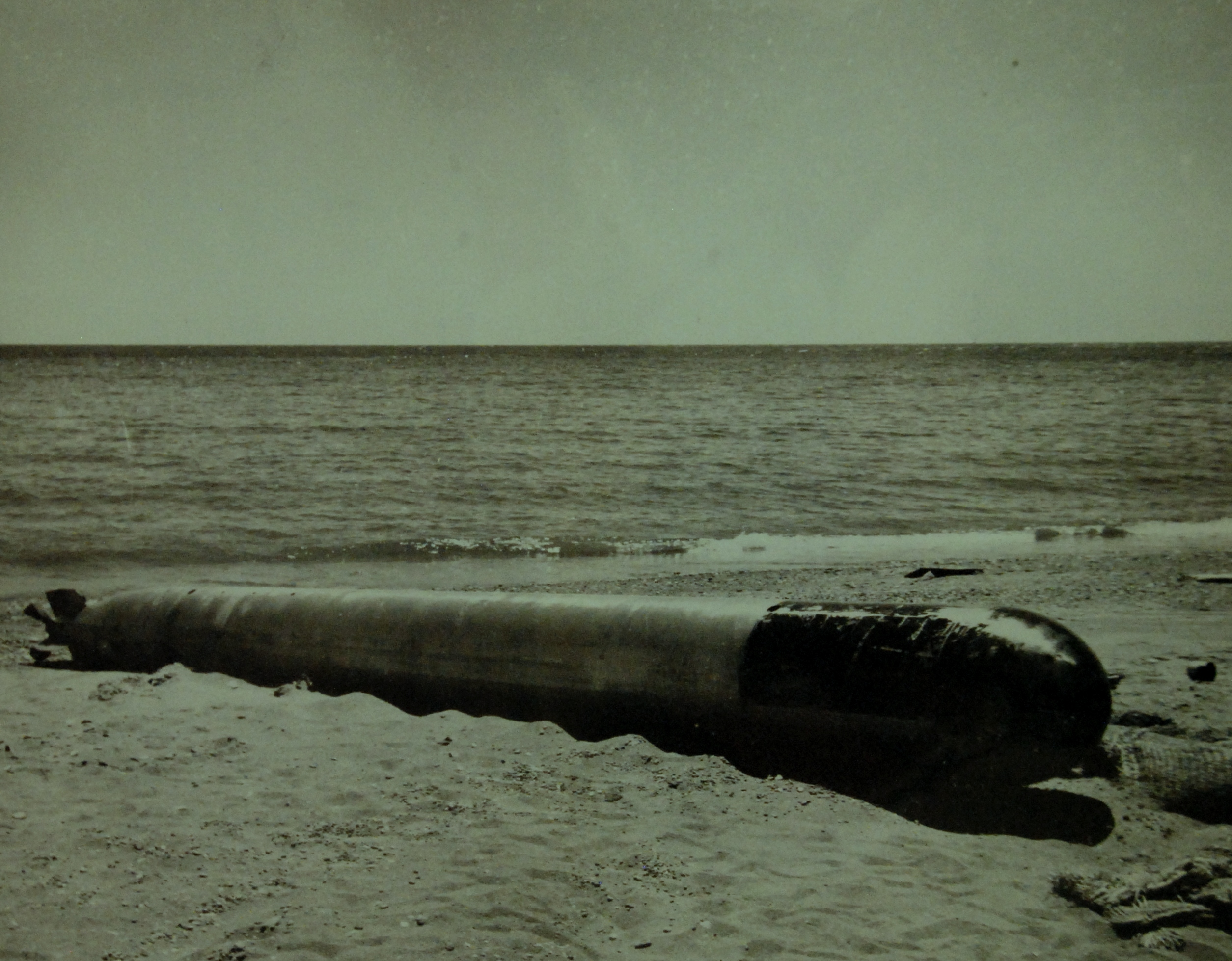
Wystrzeliwane z krążowników i niszczycieli wielkie salwy torped wz. 93 stanowić miały podstawowy środek ataku w trzeciej fazie bitwy

Oparty więc na szeroko akceptowanej na świecie doktrynie Mahana, japoński plan walnej bitwy zakładał pięć faz. W pierwszej z nich, zgromadzone w pobliżu Hawajów, okręty podwodne dokonać miały rozpoznania i na czas raportować o ruchach amerykańskich okrętów, po czym z prędkością 24 węzłów, przeprowadzić serię nocnych ataków na powierzchni na amerykańską formację. Plan tej fazy przewidywał amerykańskie straty w wyniku tych ataków sięgające 1/10 ogólnej liczby jednostek, i podobne w efekcie drugiej fazy, gdy okręty US Navy zaatakowane miały zostać przez specjalnie w tym celu zbudowane samoloty, bazujące na lądzie, dysponujące dużym zasięgiem i siłą uderzeniową.
W fazie trzeciej, amerykańskie okręty eskorty planowano poddać zmasowanym, nożycowym atakom formacji niszczycieli, krążowników liniowych i krążowników, z użyciem nawet 120 torped wz. 93 „Długa Lanca” w każdej z salw. Skutkiem ataków tej fazy, formacja przeciwnika miała utracić spójność i organizację, po czym – w fazie czwartej – zaatakować ją miały zorganizowane w oddzielne dywizjony lotniskowce. Organizacja lotniskowców w oddzielne dywizjony, zamiast jednej skoncentrowanej formacji, służyć miała zrównoważeniu przewidywanej większej liczby jednostek po stronie amerykańskiej.
Dopiero w ostatniej fazie, decydujący atak przeprowadziłyby japońskie pancerniki. Według planów z lat 30., do głównego japońsko-amerykańskiego starcia dojść miało w pobliżu Marianów.

## Przygotowania do bitwy
W ślad za tak skonstruowaną koncepcją walnej bitwy, szedł japoński program budowy floty. Niszczyciele dysponowały silnym uzbrojeniem torpedowym, z wieloma wyrzutniami i „Długimi Lancami” z wielką głowicą oraz dużym zasięgiem, natomiast pancerniki i krążowniki, budowane były z położeniem nacisku raczej na silne uzbrojenie, prędkość i opancerzenie, niż na duży zasięg. Pancerniki typu Yamato, ze swoją wypornością pełną 71 659 ton, wyposażone były w dziewięć dział kalibru 460 mm, przepłynąć mogły 8600 mil morskich przy prędkości 19 węzłów i 4000 mil przy 27 węzłach. Okręty te celowo zostały zaprojektowane jako większe i silniej uzbrojone od jednostek amerykańskich, które mogłyby przepłynąć przez śluzy Kanału Panamskiego. Japoński zamiar osiągnięcia przewagi jakościowej, rozciągał się przy tym na wszystkie klasy okrętów.
W ramach przygotowań do walnej bitwy, Japonia opracowała niepozostawiające śladu torowego tlenowe torpedy wz. 93 – prawdopodobnie najlepsze torpedy okrętów nawodnych ze wszystkich użytych w II wojnie światowej – z głowicą o masie 490 kg, maksymalnej prędkości 50 węzłów i zasięgu do 40 km, które rozbijały później alianckie formacje krążowników i niszczycieli w bitwie na Morzu Jawajskim i w bitwach morskich wokół Guadalcanalu. Temu też służyć miały lekkie myśliwce Mitsubishi A6M „Zero” o zasięgu większym niż jakiekolwiek inne samoloty myśliwskie tego czasu, samoloty bombowe dalekiego zasięgu Mitsubishi G4M „Betty” i okręty podwodne o wielkim zasięgu, wyposażone na dodatek w wodnosamoloty. Jakość japońskiego uzbrojenia morskiego wspierana była przez lotniskowce ugrupowane w zespoły uderzeniowe kidō-butai, które w 1941 roku nie miały sobie równych pod względem organizacji, doktryny i taktyki użycia oraz indywidualnego oraz – zwłaszcza – grupowego poziomu wyszkolenia. Indywidualnie i kolektywnie, te elementy japońskiej marynarki, w 1941 roku nie miały sobie równych na świecie.

## Realizacja
Obok floty japońskiej, także amerykańska US Navy hołdowała w przededniu wojny na Pacyfiku koncepcji walnej bitwy, opracowanej w ramach Planu Orange. Zniszczenie jednak amerykańskich pancerników w Pearl Harbor pozbawiło amerykańską flotę dostępnych okrętów liniowych, co zmusiło US Navy do porzucenia tych planów. Z początkiem wojny Japonia miała więcej lotniskowców niż jakikolwiek inny kraj, jednak duża ich część została zatopiona podczas bitwy pod Midway, następnie zaś bitwy koło wschodnich Wysp Salomona i pod Santa Cruz pozbawiły Japonię najlepszych pilotów, a błędny program ich szkolenia uniemożliwiał szybkie uzupełnianie strat osobowych. Wbrew też japońskim oczekiwaniom, w pierwszych latach wojny nigdy nie doszło do decydującej bitwy, w miarę zaś upływu czasu, Stany Zjednoczone zwiększały swój potencjał przez jakość szkolenia i postęp technologiczny, natomiast dzięki uruchomionemu w trakcie wojny potencjałowi gospodarczemu, stworzyły flotę większą niż marynarki wszystkich innych krajów razem wzięte. W czerwcu 1944 roku doszło do bitwy na Morzu Filipińskim, zaś w październiku tego samego roku do bitwy w zatoce Leyte, które ostatecznie złamały kręgosłup japońskiej marynarki wojennej, po których przestała się liczyć jako znacząca siła morska.
W rezultacie, amerykańska koncepcja żabich skoków, wojna podwodna i zajmowanie kolejnych wysp w japońskim posiadaniu, doprowadziły do całkowitej izolacji Wysp Japońskich i ostatecznej przegranej tego kraju.